# 哈特蘭 (密歇根州)
哈特蘭（英語：Hartland）是位於美國密歇根州利文斯頓縣哈特蘭鎮區的一個普查規定居民點。

## 人口
根據2020年美國人口普查的數據，哈特蘭的面積為5.92平方千米，當中陸地面積為5.92平方千米，而水域面積為0.00平方千米。當地共有人口777人，而人口密度為每平方千米131.25人。